# World Poker Tour
World Poker Tour (kratica: WPT) je niz međunarodnih pokeraških turnira koji se održava svake godine, počevši od 2002. Za njegovo nastajanje odgovoran je američki televizijski producent Steven Lipscomb, koji je služio i kao predsjednik tvrtke WPT Enterprises koja je do 2009. godine upravljala World Poker Tourom. U studenom 2009. World Poker Tour je došao u posjed Party Gaminga, tvrtke koja upravlja online poker mrežom Party Poker.
Do 2011. godine World Poker Tour doživio je devet sezona. U toku svake sezone odvija se nekolicina turnira s ulaznicama obično od 1.000 do 10.000 američkih dolara, a sezona kulminira turnirom WPT Championship u lasvegaškom kasinu Bellagio. Iako su turniri održavani u raznim državama, uključujući Francusku, Kostariku, Bahame i dr., većina turnira održava se diljem Sjedinjenih Američkih Država. Slično kao i na World Series of Pokeru, pobjednik svakog turnira osim novčane nagrade dobiva i narukvicu cijenjenu u pokeraškom svijetu.

## Vanjske poveznice
- Službena web stranica World Poker Toura